# Heinrich von Lüttwitz
Heinrich Diepold Georg Freiherr von Lüttwitz (6 de diciembre de 1896 - 9 de octubre de 1969) fue un General der Panzertruppe alemán de las tropas Panzer, participando durante la Segunda Guerra Mundial. Sus primos Smilo Walther Hinko Oskar Constantin Freiherr von Lüttwitz y Hyazinth Graf Strachwitz von Groß-Zauche und Camminetz fueron también condecorados con Cruz de Caballero de la Cruz de Hierro, el último también recibió los Diamantes.[1]

## Batalla de las Ardenas, "¡Nueces!"
En 1944, durante la Batalla de las Ardenas, Lüttwitz, comandante del 67.º Cuerpo de Panzers, había rodeado a la 101.º División Aerotransportada en Bastoña comandado por el brigadier general estadounidense Anthony McAuliffe. Antes de lanzar un asalto por la  26.º División de Infantería contra la ciudad, Lüttwitz envió un ultimátum a las fuerzas norteamericanas. Sus demandas para las tropas a rendirse eran las siguientes:

Al Comandante estadounidense de la ciudad rodeada de Bastoña.
La fortuna de la guerra está cambiando. Esta vez, las fuerzas estadounidenses en las cercanías de Bastoña están rodeadas de fuertes unidades blindadas alemanas. Más unidades alemanas han cruzado nuestro río cercano a Ortheuville, han tomado Marche y llegado a St. Hubert pasando a través de Hompre-Sibret-Tillet. Libramont está en manos alemanas.
Hay sólo una posibilidad para salvar a su ejército rodeado de la aniquilación total: es la honorable rendición de la ciudad rodeada. Tienen dos horas para pensar el trato y presentar su respuesta.
Si esta propuesta ha de ser rechazada, un Cuerpo de Artillería alemán y seis batallones de artillería pesada están preparados para aniquilar las tropas norteamericanas, en las cercanías de Bastoña. La orden de disparo será dada inmediatamente después de este plazo de dos horas.
Todas las pérdidas civiles causadas por este fuego de artillería no corresponderían con la conocida humanidad norteamericana.
El Comandante alemán.

McAuliffe respondió:

Al Comandante alemán.
¡Narices!
El Comandante estadounidense

"¡Narices!" fue explicado a los negociadores alemanes como el equivalente de "!vayase al diablo!"
Terminada la guerra el General der Panzertruppe Heinrich Diepold Georg Freiherr von Lüttwitz, residió en Neuburg an der Donau y falleció el 9 de octubre de 1969.

## Carrera militar – Ascensos
- Fahnenjunker (Cadete) – 6 de agosto de 1914
- Leutnant (Teniente) – 1 de diciembre de 1914
- Oberleutnant (Teniente Primero) – Fecha desconocida
- Rittmeister (Capitán de Caballería) – 1 de febrero de 1931
- Major (Mayor) – Fecha desconocida
- Oberstleutnant (Teniente Coronel) – 1 de febrero de 1939
- Oberst (Coronel) – 1 de octubre de 1941
- Generalmajor (Mayor General) – 1 de diciembre de 1942
- Generalleutnant (Teniente General) – 1 de junio de 1943
- General der Panzertruppen (General de tropas blindadas) – 1 de noviembre de 1944

## Premios
- Cruz de Hierro (1914)[2]
  - 2.ª Clase (18 de mayo de 1915)[3]
  - 1.ª Clase (2 de junio de1918)[3]
- Placa Panzer en Bronce
- Medalla de herido (1918) en Negro[2]
- Cruz alemana en Oro el 19 de diciembre de 1941 cuando Oberstleutnant en el regimiento Schützen 59[4]
- Broche para la Cruz de Hierro (1939)
  - 2.ª Clase (20 de septiembre de 1939)[3]
  - 1.ª Clase (1 de agosto de 1941)[3]
- Cruz de Caballero de la Cruz de Hierro
  - Cruz de caballero, el 27 de mayo de 1942 como Oberst y comandante del regimiento Schützen 59[5][6]
  - 571.as espadas el 3 de septiembre de 1944 como Generalleutnant y comandante de la 2 división Panzer[5][7]
  - 157.as Espadas el 9 de mayo de 1945 como General der Panzertruppe y mandando general del XLVII. Panzerkorps[8][Nota 2]
- Insignia de Servicio Ejemplar de Silesia (Águila de Silesia) 2.º Grado
- Cruz de Honor para los combatientes del Frente de 1914/1918 – 1934
- Insignia de herida en plata de 1939 – 2 de marzo de 1940
- Insignia de herida en oro de 1939 – 29 de agosto de 1942
- Medalla "Batalla de invierno en el Este 1941/42" – 1942
- Premio de la Wehrmacht de 4.ª Clase por 4 años de Servicios
- Premio de la Wehrmacht de 3.ª Clase por 12 años de Servicios
- Premio de la Wehrmacht de 2.ª Clase por 18 años de Servicios
- Premio de la Wehrmacht de 1.ª Clase por 25 años de Servicios